# Chapman (Nebraska)
Pour les articles homonymes, voir Chapman.
Chapman est un village du comté de Merrick, dans l'État du Nebraska, aux États-Unis. En 2020, il comptait une population de 260 habitants.